# ۶ مهر
۶ مهر صد و نود دومین روز سال در گاه‌شماری خورشیدی است. به پایان سال ۱۷۳ روز (۱۷۴ روز در سال کبیسه) باقی‌است.

## رویدادها
- ۱۳۵۹. صدور اولین قطعنامه شورای امنیت سازمان ملل در خصوص جنگ عراق با ایران
- ۱۳۷۵. تصرف کابل از سوی طالبان و فرار سران مجاهدان[۱]
- ۱۳۸۸. انتشار بیانیه شماره ۱۳ میرحسین موسوی به مناسبت راهپیمایی روز قدس
- ۱۳۹۸. برگزاری چهارمین انتخابات ریاست جمهوری افغانستان. محمداشرف غنی برنده اعلام شد.
- ۱۴۰۱ - حملات ۱۴۰۱ سپاه پاسداران به اقلیم کردستان

## زادروزها
- ۱۳۰۹ - حسین کوهکن، خالق غار سنگی میگوره با داشتن یک پا و یک تیشه
- ۱۳۱۰ - پرتو کرمانشاهی، شاعر
- ۱۳۳۴ - علی شمخانی، نماینده رهبر جمهوری اسلامی ایران در دبیر شورای عالی امنیت ملی
- ۱۳۷۰ - رایان تفضلی،‌ بازیکن فوتبال

## درگذشت‌ها
- ۹۶۱ - وحشی بافقی، شاعر سده دهم
- ۱۳۵۶ - حسین ناصحی، آهنگساز
- ۱۳۸۶ - حمید شیرزادگان، فوتبالیست
- ۱۳۹۵ - جمشید آموزگار، سی و هشتمین نخست وزیر ایران در زمان سلطنت محمدرضا پهلوی
- ۱۳۹۹ - محمدمهدی کتیبه، رئیس اداره دوم ستاد مشترک ارتش جمهوری اسلامی ایران و از نجات یافتگان انفجار در دفتر نخست‌وزیری جمهوری اسلامی ایران
- ۱۴۰۱ - آرش عاشوری‌نیا، عکاس خبری و حامی اعتراض‌های مردم ایران